# Tribalus amnicola
Tribalus amnicola är en skalbaggsart som beskrevs av Lewis 1900. Tribalus amnicola ingår i släktet Tribalus och familjen stumpbaggar. Inga underarter finns listade i Catalogue of Life.